# Kukavica (priimek)
Kukavica je priimek več znanih Slovencev:
- Igor Kukavica (*1964), matematik